# Sledilnik soncu
Sledilnik soncu, tudi solarni sledilnik (angleško solar tracker) je sledilna naprava, ki usmerja kolektorje, sončne celice ali drugo naprave proti Soncu. Najbolj efektivni so dvoosni sledilniki, tako da je vpadni kot sončnih žarkov iz obeh smeri 90 stopinj. Podobna sledilna naprava je heliostat, ki prav tako sledi navideznemu premikanju Sonca po obzorju, vendar heliostat usmerja žarke na določeno mesto. 
Sledilniku soncu se uporabljajo na fotovoltaičnih, paraboličnih solarnih elektrarnah in pri sončnih kolektorjih. Prednosti sledilnikov so, da povečajo izkoristek, vendar pa tudi povečajo ceno in kompleksnost (dvoosni), npr. močan veter lahko poškoduje sledilnike. Zato niso pogosti v praksi, uporabniki kompenzirajo tako, da povečajo količino kolektorjev ali sončnih celic. Nekateri uporabniki skozi leto spreminjajo vpadni kot kolektorjev skozi leto, kar tudi izboljša izkoristek, vendar precej manj kot dvoosni sledilnik.